# Kurt Heyd
Kurt Heyd (* 20. März 1906 in Darmstadt; † 30. Juni 1981 in Darmstadt) war ein deutscher Journalist.

## Leben
Der gebürtige Darmstädter Kurt Heyd wuchs im Hause eines promovierten Ingenieurs in der Freiligrathstraße 8 auf. 1931 wurde Heyd Reporter beim „Das 12 Uhr Blatt“ in Berlin, 1934 Chef der Berliner Redaktion des „Frankfurter Illustrierten Blattes“. 1940 ging er als Korrespondent für eine Presseagentur in die Türkei nach Ankara um vom „Kranken Mann am Bosporus“ zu berichten. Später war er zeitweilig in der Auslandspressestelle der UFA, wurde Soldat und bis zum Kriegsende Dolmetscher der der Lehrabteilung des OKW der „Aserbeidjanischen Legion“.
Als Pressechef der ersten deutschen Nachkriegsregierung des Landes Hessen arbeitete Heyd 1945 bis 1947; danach wirkte er als freier Journalist in seiner Heimatstadt Darmstadt und wurde Pressereferent beim Regierungspräsidium Darmstadt.
Auf Heyds Initiative hin wurde 1946 der Georg-Büchner-Preis wieder eingeführt und die Neue Darmstädter Sezession gegründet, von 1949 bis 1953 war er deren Präsident. Er wirkte auch im Komitee des Darmstädter Gesprächs mit.
1954 trat er als stellvertretender Chefredakteur in die Redaktion der Abendpost/Nachtausgabe ein. Diese Position hatte Kurt Heyd bis zu seiner Pensionierung im Jahre 1971 inne. Seitdem arbeitet er wieder als freier Journalist.
Kurt Heyd ist Mitbegründer des Hessischen Journalisten-Verbandes, dessen Vorstand er von 1951 bis 1963 angehörte (1951 bis 1957 zweiter Vorsitzender, danach Beisitzer) und 1962 ehrenamtlich die Geschäftsführung übernahm. Von 1954 bis 1972 vertrat er den Deutschen Journalisten-Verband (DJV) im Executiv-Komitee der Internationalen Journalisten-Föderation.
Nach seinem 75. Geburtstag am 20. März 1981 schrieb er seiner Redaktion einen Brief:

„.. aber das Verhältnis eines Journalisten zu der Zeitung, für die er so lange gearbeitet hat, bleibt doch immer so ähnlich, wie das einer Mutter zu Ihrem  Kind: man kann es nicht im Stich lassen.“

Kurt Heyd unterhielt enge und freundschaftliche Verbindungen zu Carlo Mierendorff, Carl Zuckmayer und Wilhelm Leuschner.
Am späten Abend des 30. Juni 1981 verstarb Kurt Heyd nach langer schwerer Krankheit in den städtischen Kliniken in Darmstadt. Er war mit Dr. Rosemarie Heyd verheiratet.

## Ehrungen
- Johann-Heinrich-Merck-Ehrung der Wissenschaftsstadt Darmstadt, 1962